# Slăveni
Slăveni – wieś w Rumunii, w okręgu Aluta, w gminie Gostavățu. W 2011 roku liczyła 1364 mieszkańców.